# Kereszty Gábor
Kereszty Gábor (Budapest, 1966. december 4. –) magyar újságíró, szerkesztő.

## Életpályája
1986–1990 között a Marx Károly Közgazdaságtudományi Egyetem hallgatója volt. 1987–1990 között a Magyar Rádió Ötödik sebesség című műsorában dolgozott mint szerkesztő-riporter. 1990-ben a Missouri Egyetemen újságírás szakán tanult. 1990–1992 között a Krónika szerkesztő-riportere volt. 1991–1992-ben a Magyar Televízió Esti Egyenleg című műsorának szerkesztő-riportereként tevékenykedett. 1992–1994 között a Rádió párizsi tudósítója volt. 1994–1996 között a Magyar Televízió Objektív című műsorának felelős szerkesztője volt. 1997–1999 között a TV2 Napló és Tények című műsorának felelős szerkesztője volt. 1999–2002 között a TV2 főszerkesztője és kreatív igazgatója, 2002–2007 között vezérigazgatója volt. 2007 óta a ProSiebenSat.1 cégcsoport alelnöke. 2009-től a Story TV-nél dolgozott.

### Családja
Szülei: Kereszty András (1942–2024) író, újságíró és Németh Sarolta. Nagyszülei: Kereszty Alfonz (1901–1981) sportorvos, szakíró és Somogyi Erzsébet színésznő.

## Műsorai

### Rádióban
- Ötödik sebesség (1987–1990) (szerkesztő-riporter)
- Krónika (1990–1992) (szerkesztő-riporter)

### Televízióban
- Esti Egyenleg (1991–1992) (szerkesztő-riporter)
- Objektív (1994–1996) (felelős szerkesztő)
- Tények (1997–1999) (felelős szerkesztő)
- Napló (1997–1999) (felelős szerkesztő)
- Nem a Te napod! (2006) (szereplő)
- Ilyenek voltunk! - 10 éves a TV2 (2007) (vendég)